# Râul Gârcu
Râul Gârcu este un curs de apă, afluent al râului Lotrioara. Se formează la confluența brațelor Gârcu Mare cu Gârcu Mic

## Hărți
- Hărta Munților Lotrului  Arhivat în 6 mai 2008, la Wayback Machine.
- Harta județului Sibiu